# Chris Buncombe

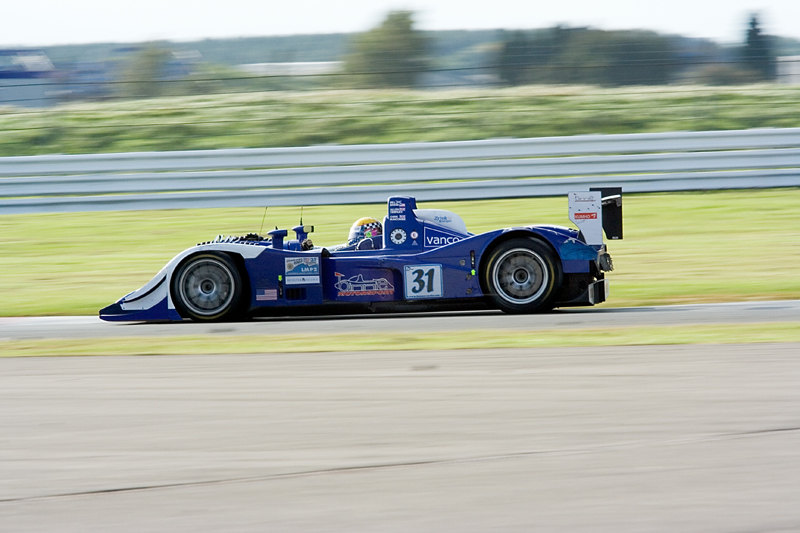
Der Lola B05/40 von Allen Timpany, Chris Buncombe und William Binnie beim 1000-km-Rennen von Silverstone 2007

Christopher James „Chris“ Buncombe (* 5. Mai 1979 in Taunton) ist ein britischer Automobilrennfahrer.

## Karriere
Chris Buncombe begann seine Laufbahn 1993 im Kartsport. Sein damaliger Teamkollege Jenson Button machte später Karriere in der Formel 1. Nach zwei Jahren in der englischen Kart-Meisterschaft wechselte Buncombe 1997 in die nationale Formel-Renault-Meisterschaft, in der er sich nie wirklich durchsetzen konnte. Ein zehnter Gesamtrang 2001 markierte sein erfolgreichstes Jahr in dieser Serie.
Weit erfolgreicher ist Buncombe im Sportwagen. Er fuhr einen Nissan Primera in der englischen Tourenwagenmeisterschaft und hatte 2002 einen Gastauftritt in der Tourenwagen-Europameisterschaft in Spa, den er mit dem zwölften Rang im zweiten Lauf beendete. 2002 bestritt er auch die NNS Sportcars series (eine englische Rennserie für Sportwagenprototypen – vergleichbar mit der V8 Star in Deutschland) auf einem Chiron 003 Prototyp. Er startete viermal aus der Poleposition und erzielte drei Siege.
2005 fuhr er eine volle Saison in der FIA-GT-Meisterschaft auf einem Maserati MC12. Beste Ergebnisse: Rang. 4 in Monza, Rang. 5 in Imola und ein sechster Platz beim Rennen in Brünn. 2007 wechselte er zu Binnie Motorsport in die European Le Mans Series. Zusammen mit William Binnie und Allen Timpany fuhr Buncombe fünf der sechs Meisterschaftsläufe. Sein bestes Ergebnis war ein LMP2-Podiumsplazierung in Monza. Binnie Motorsport startete 2007 auch bei den 24 Stunden von Le Mans. Sein erster Start beim französischen Langstreckenrennen beendete er mit einem Klassensieg in der LMP2 auf Gesamtrang 18.
2008 erhielt Buncombe ein Cockpit für die Wintersaison der Speedcar Series, fuhr jedoch lediglich bei vier der zehn Meisterschaftsläufen. Danach kehrte er zum Saisonende 2009 in die Le Mans Series zurück. Er, Miguel Ramos und Stuart Hall sollten bei den letzten beiden Rennen die Meisterschaft zugunsten des Werksteams von Aston Martin entscheiden. Beim 1000-km-Rennen auf dem Nürburgring beendete er mit seinem Team auf dem Podium und als sein bestes Ergebnis in der Serie überhaupt.

## Statistik

### Le-Mans-Ergebnisse
| Jahr | Team              | Fahrzeug                    | Teamkollege    | Teamkollege   | Platzierung             | Ausfallgrund |
| ---- | ----------------- | --------------------------- | -------------- | ------------- | ----------------------- | ------------ |
| 2007 | Binnie Motorsport | Lola B05/42                 | William Binnie | Allen Timpany | Rang 18 und Klassensieg |              |
| 2011 | Simon Dolan Jota  | Aston Martin V8 Vantage GT2 | Sam Hancock    | Simon Dolan   | Ausfall                 | Motorschaden |